# Saison 2020-2021 de West Bromwich Albion
Chronologie
Saison précédente Saison suivante
La saison 2020-2021 de West Bromwich Albion est la première saison du club en Premier League (après une absence de plus de deux saisons), premier niveau hiérarchique du football anglais. C'est la 143e saison de l'histoire du club.
Le club est engagé cette saison-là en Premier League, en FA Cup, et en EFL Cup.

## Pré-saison

### Août & septembre
Au vu du contexte particulier de la saison à cause de la pandémie du Covid-19 et le club ayant joué son dernier match la saison précédente le 22 juillet 2020 face à QPR, West Bromwich Albion ne joue que deux matchs amicaux, le premier face à Nottingham Forest (qui a fini à la 7e place du classement de Championship lors de la saison 2019-2020) et le deuxième face à Brighton & Hove Albion (qui a fini à la 15e place du classement de Premier League lors de la saison 2019-2020).

## Transferts

### Transferts estivaux
| Nom                | Nationalité     | Poste             | Forme    | Période | Provenance/Destination   | Division             |
| Arrivées           |                 |                   |          |         |                          |                      |
| Karlan Grant       | Angleterre      | Attaquant         | 16,5M€   |         | Huddersfield Town        | EFL Championship     |
| Grady Diangana     | Angleterre      | Attaquant         | 13,5M€   |         | West Ham United          | Premier League       |
| Matheus Pereira    | Brésil          | Attaquant         | 9,1M€    |         | Sporting CP              | Liga NOS             |
| Cédric Kipré       | Côte d'Ivoire   | Défenseur         | 1,1M€    |         | Wigan Athletic           | League One           |
| David Button       | Angleterre      | Gardien           | 1,1M€    |         | Brighton & Hove Albion   | Premier League       |
| Conor Gallagher    | Angleterre      | Milieu de terrain | Prêt     |         | Chelsea FC               | Premier League       |
| Filip Krovinović   | Croatie         | Milieu de terrain | Prêt     |         | Benfica Lisbonne         | Liga NOS             |
| Callum Robinson    | Irlande         | Attaquant         | Inconnu  |         | Sheffield United         | Premier League       |
| Branislav Ivanović | Serbie          | Défenseur         | Libre    |         | Zénith Saint-Pétersbourg | Premier-Liga         |
| Départs            |                 |                   |          |         |                          |                      |
| Oliver Burke       | Écosse          | Attaquant         | 6,5M€    |         | Sheffield United         | Premier League       |
| Jonathan Leko      | Angleterre      | Attaquant         | 1,1M€    |         | Birmingham City          | EFL Championship     |
| Kenneth Zohore     | Danemark        | Attaquant         | Prêt     |         | Millwall FC              | EFL Championship     |
| Ahmed Hegazy       | Égypte          | Défenseur         | Prêt     |         | Al-Ittihad               | Saudi Premier League |
| Nathan Ferguson    | Angleterre      | Défenseur         | Libre    |         | Crystal Palace           | Premier League       |
| Chris Brunt        | Irlande du Nord | Milieu de terrain | Libre    |         | Bristol City             | EFL Championship     |
| Gareth Barry       | Angleterre      | Milieu de terrain | Retraite |         | -                        | -                    |
| Ali Al-Habsi       | Oman            | Gardien de but    | Retraite |         | -                        | -                    |

## Effectif 2020-2021
Ce tableau liste l'effectif professionnel de West Bromwich Albion pour la saison 2020-2021.

## Championnat

### Classement
| Rang | Équipe                 | Pts | J  | G  | N  | P  | Bp | Bc | Diff | Qualification ou relégation    |
| ---- | ---------------------- | --- | -- | -- | -- | -- | -- | -- | ---- | ------------------------------ |
| 16   | Brighton & Hove Albion | 41  | 38 | 9  | 14 | 15 | 40 | 46 | −6   |                                |
| 17   | Burnley FC             | 39  | 38 | 10 | 9  | 19 | 33 | 55 | −22  |                                |
| 18   | Fulham FC P            | 28  | 38 | 5  | 13 | 20 | 27 | 53 | −26  | Relégation en EFL Championship |
| 19   | West Bromwich Albion P | 26  | 38 | 5  | 11 | 22 | 35 | 76 | −41  | Relégation en EFL Championship |
| 20   | Sheffield United       | 23  | 38 | 7  | 2  | 29 | 20 | 63 | −43  | Relégation en EFL Championship |